# Psycofunkster au lait
Sexto álbum del grupo español La Unión, lanzado comercialmente en 1993. 
Considerado una apuesta arriesgada y experimental, supuso un punto de inflexión en su trayectoria, con sonido más rock de los años 70,  una batería más marcada, una imagen más psicodélica y letras más adultas que, sin embargo, iniciaron el declive comercial del grupo tras el éxito cosechado en la década anterior.

## El álbum
Tras el álbum en vivo Tren de largo recorrido en el que habían repasado toda su trayectoria hasta la fecha, La Unión decidió dar un cambio a su música y a su imagen, buscando un aire más rock en el sonido y más comprometido en sus letras.
El álbum fue grabado y mezclado en Carriage House Studios, producido por Stephan Galfas (Cher, Meat Loaf, Dr. Sin, Kool and the Gang...) y La Unión. El diseño del álbum, incluida su portada, fue a cargo de Bill Smith Studio, que adaptó la portada también al formato casete.Finalmente se presentó en directo en Madrid en marzo de 1994.
El sencillo presentación fue Hermana Tierra, siendo el único que incluyó otra canción en su lanzamiento en formato single, en este caso, una versión instrumental. En 2013 editaron una especial de la canción titulada Greenpeace versión en su álbum Hip.Gnosis Vol 1.
El segundo sencillo fue la balada La Casa de los Sueños con un videoclip narrando de forma psicodélica el sueño de una boda.  La canción llegó a número 1 de  Los 40 Principales el 7 de mayo de 1994, siendo el único tema del álbum que llegaría a esa posición en la radiofórnula.

#### Letras
Las letras del álbum se adentraron en temas como la ecología (Hermana Tierra), el racismo y la inmigración (África), la caída del Muro de Berlín (Rock en Rusia) y otros ya transitados como la nostalgia (Verano del 82), el erotismo (Lolita), el desamor (Promesa Rota) o la ruptura (Oración).

#### El sonido
Las guitarras y las bases rítmicas cobraron protagonismo en el álbum, con un sonido más duro y un ritmo más marcado, con canciones llenas de riffs y un sonido más empastado entre guitarras y batería. 

## Desempeño comercial
El álbum alcanzó el disco de oro (50.000 copias, entonces), pero lejos de las 300.000 copias del álbum anterior. Es generalmente considerado como el primero álbum en el descenso comercial que el grupo experimento en la década de 1990.

## Lista de canciones
1. Hermana Tierra (L. Bolín*, M. Martínez*, R. Sánchez*) - 3:42
2. Vida Animal Nocturna (L. Bolín*, M. Martínez*, R. Sánchez*) - 3:30
3. La Casa De Los Sueños (L. Bolín*, M. Martínez*, R. Sánchez*) - 4:13
4. África (L. Bolín*, M. Martínez*, R. Sánchez*) - 4:00
5. Rock En Rusia (L. Bolín*, M. Martínez*, R. Sánchez*) - 3:54
6. Verano Del '82  (L. Bolín*, M. Martínez*, R. Sánchez*) - 4:10
7. Promesa Rota (L. Bolín*, M. Martínez*, R. Sánchez*) - 2:46
8. Viaje A Ninguna Parte (L. Bolín*, M. Martínez*, R. Sánchez*) - 3:40
9. Lolita (L. Bolín*, M. Martínez*, R. Sánchez*) - 3:32
10. Noche De Fuego (L. Bolín*, M. Martínez*, R. Sánchez*) - 3:20
11. Shaman (L. Bolín*, M. Martínez*, R. Sánchez*) - 4:11
12. Oración (L. Bolín*, M. Martínez*, R. Sánchez*) - 5:15

## Créditos
- Luis Bolín - Bajo y voz
- Mario Martinez - Guitarra
- Rafa Sánchez - Voz